# Józef Ciągliński

Józef Ciągliński (ur. 15 marca 1869 w Warszawie, zm. 27 września 1944 w Warszawie) – polski działacz ruchu studenckiego, PPS i PPS-Lewicy, drukarz. 
W 1904 pracował jako zecer w tajnej drukarni PPS drukującej „Robotnika” w Rydze, w mieszkaniu Feliksa Perla. Współpracował również z krakowskim dziennikiem „Naprzód”. W latach 1917–1918 przebywał w Petersburgu, gdzie redagował czasopismo „Robotnik w Rosji”, organ PPS-Lewicy. Był członkiem rady nadzorczej spółdzielni „Książka” w Warszawie (założonej w 1919).